# كارثة ملعب إليس بارك
كارثة ملعب إليس بارك هو حادث تدافع جماهيري وقع في 11 أبريل 2001، وأودى بحياة 43 شخصًا. أصبحت كارثة ملعب أوبنهايمر [الإنجليزية] واحدة من أشد الحوادث الرياضية خطورة في تاريخ جنوب إفريقيا. تدفق المتفرجون إلى ملعب إليس بارك في مدينة جوهانسبرغ، خاوتينغ، جنوب إفريقيا، لحضور مباراة ديربي سويتو المحلية لكرة القدم بين كايزر تشيفز وأورلاندو بيراتس. كان هناك حشد يتسع لـ60 ألف متفرج في الملعب، لكن التقارير تشير إلى أن 30 ألف مشجع آخرين كانوا يحاولون الدخول إلى الملعب. تشير التقارير أيضًا إلى أنه تم السماح بدخول 120 ألف مشجع إلى الملعب. أثار هدف التعادل لأورلاندو بيراتس اندفاعًا إضافيًا من قبل المشجعين الذين حاولوا الدخول حيث تدافعوا لمعرفة ما حدث. توقفت المباراة بعد حوالي 34 دقيقة من اللعب عندما تلقت السلطات عددًا كبيرًا من الإصابات المبلغ عنها.

## الحادثة
وبينما كان الحشد يتدفق للحصول على مقاعد ومشاهدة الملعب، اندفعوا إلى صناديق الصحافة، وسُحِق 43 شخصًا حتى الموت. وبحسب التقارير، أدى إطلاق حراس الأمن عديمي الخبرة للغاز المسيل للدموع على المشجعين المتدافعين إلى تفاقم الوضع، وربما ساهم في بعض الوفيات. ونفت خدمات الشرطة في جنوب إفريقيا هذه الادعاءات. وخلص التحقيق النهائي في الحادث إلى أن السبب الرئيسي هو أفراد الأمن الذين زُعم أنهم تلقوا رشاوى للسماح للمشجعين الذين لا يحملون تذاكر بالدخول إلى الملعب وضعف السيطرة على الحشود.
عندما اتضح ما حدث، توقفت المباراة وتفرق الحشد. ووضعت الجثث على أرض الملعب للتعرف عليها وتقديم الرعاية الطبية، لكن لم يتم إنعاش أي منها. كان هذا أسوأ حادث رياضي في تاريخ جنوب إفريقيا، متجاوزًا كارثة ملعب أوبنهايمر [الإنجليزية] في عام 1991. كان هذا مشابهًا لكارثة ملعب إليس بارك حيث شمل نفس الفريقين. توفي اثنان وأربعون شخصًا في تدافع بعد دخول عدد كبير من المشجعين إلى ملعب أوبنهايمر في أوروكني، وهي بلدة تعدين تبعد حوالي 200 كيلومتر (120 ميل) عن جوهانسبرغ.[بحاجة لمصدر]

## وصلات خارجية
- "Final Report by the Commission of inquiry into the Ellis Park Stadium Soccer disaster of 11 April 2001" (PDF). 29 أغسطس 2002. مؤرشف من الأصل (PDF) في 2024-12-25. (بالإنجليزية)
- الصحافة في جنوب افريقيا[وصلة مكسورة]
- تغطية البي بي سي (بالإنجليزية)

26°11′51.07″S 28°3′38.76″E / 26.1975194°S 28.0607667°E